# Bombylius podagricus
Bombylius podagricus är en tvåvingeart som beskrevs av Paramonov 1940. Bombylius podagricus ingår i släktet Bombylius och familjen svävflugor. Inga underarter finns listade i Catalogue of Life.